# St. Sophie (Randau)

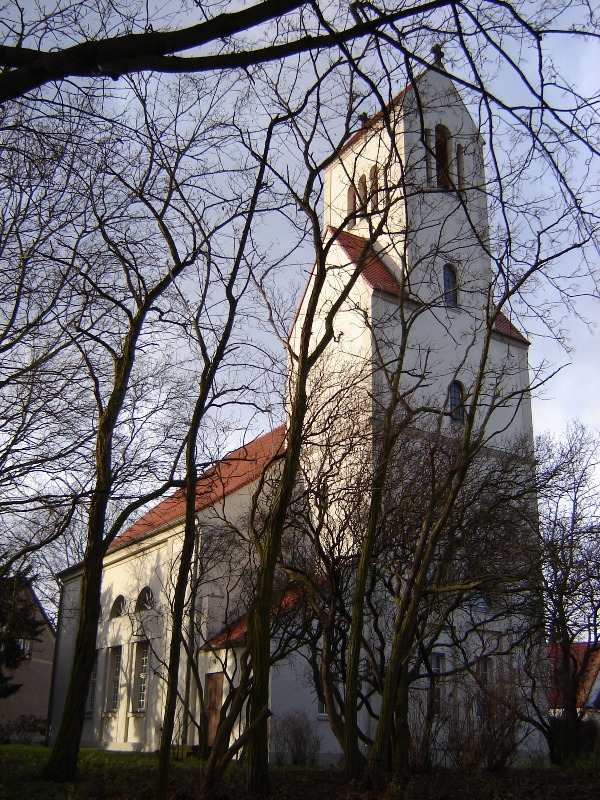
St.-Sophie-Kirche

Die evangelische Kirche Sankt Sophie steht am östlichen Ortsrand von Randau, einem Ortsteil des Magdeburger Stadtteils Randau-Calenberge, wahrscheinlich geweiht der Heiligen Sophia von Rom. Es ist ein Putzbau, versehen mit klassizistischen Gliederungen.

## Geschichte
Zum Gut Randau gehörte eine 1558 erbaute Kirche. Sie wurde während des Dreißigjährigen Krieges 1631 teilweise zerstört, später wieder aufgebaut und danach noch mehrfach restauriert. Zu Beginn des 19. Jahrhunderts war sie jedoch endgültig baufällig geworden. Ab 1821 begann man, die Kirche etappenweise zu erneuern.
Zunächst wurde die alte Apsis abgebrochen und auf den Grundmauern des Chorraumes wurde einer der seltenen Ostkirchentürme errichtet, der zunächst nur zwei Stockwerke besaß. Nach über einem Jahrzehnt wurde 1833 damit begonnen, ein neues Kirchenschiff zu bauen. Es erhielt eine Betsaalartige, weiträumige und im Grundriss quadratische Form. Dem Turm wurde anlässlich abermals notwendiger Erneuerungsarbeiten 1849 ein zusätzliches Glockengeschoss mit einer hohen Spitze aufgesetzt. Nachdem die Spitze 1911 bei einem Blitzschlag zerstört worden war, erhielt der Turm ein einfaches Satteldach.
1886 wurde ein neuer Westeingang angebaut, in dem ein figürlicher, mit Familienwappen versehener und im Renaissancestil gearbeiteter Grabstein für den Rittergutsbesitzer Andreas von Alvensleben († 1565) Platz fand. An der Ostwand stehen Grabsteine mit Inschriften von 1730 und aus dem 19. Jahrhundert. Ab Juli 1941 hatte der Westerhüsener Pfarrer Albert Hosenthien vertretungsweise auch für die Randauer Gemeinde zu sorgen.
Das Kircheninnere wurde 1968 neu gestaltet.